# Škoda 24Tr

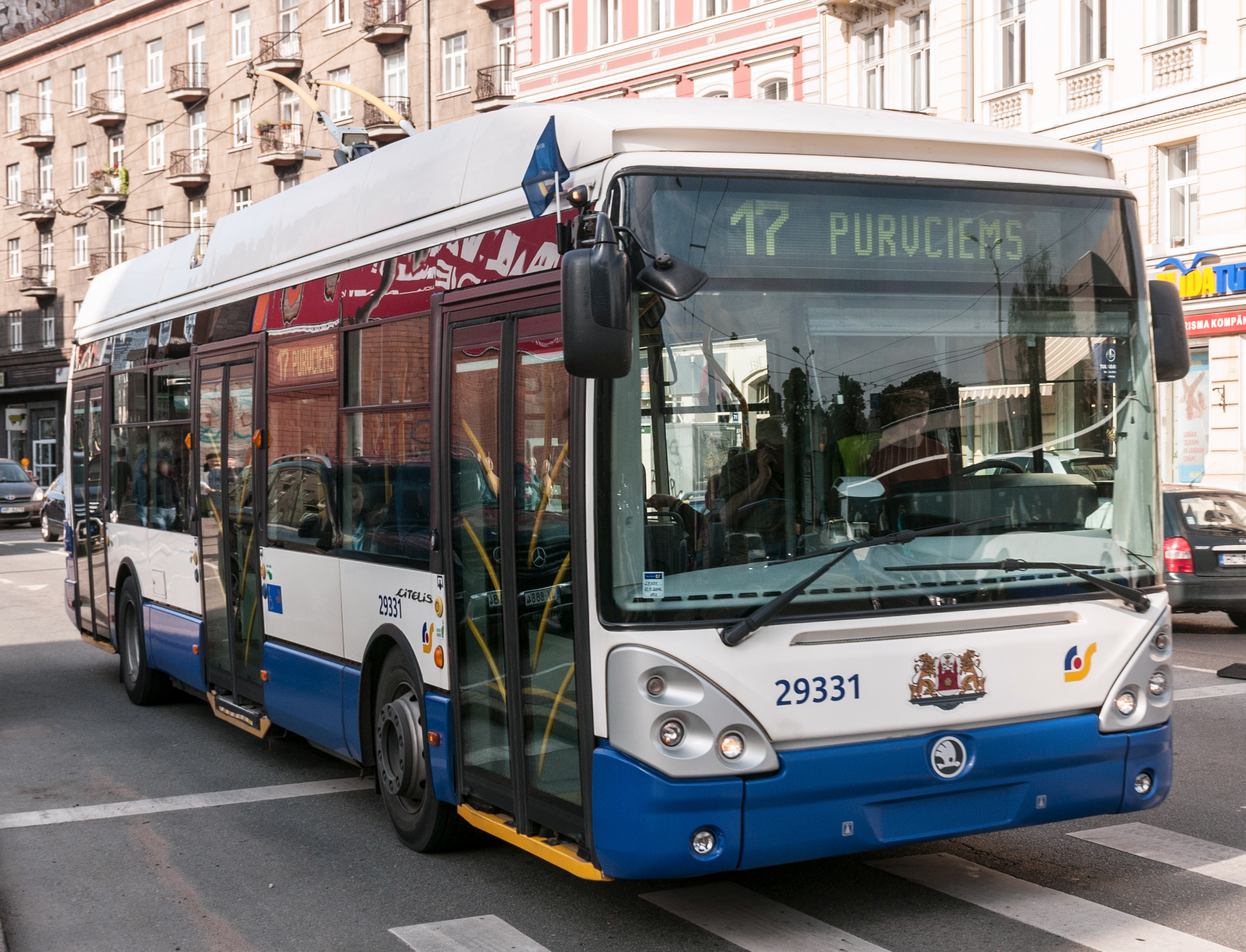
Škoda 24Tr 22016 in Riga

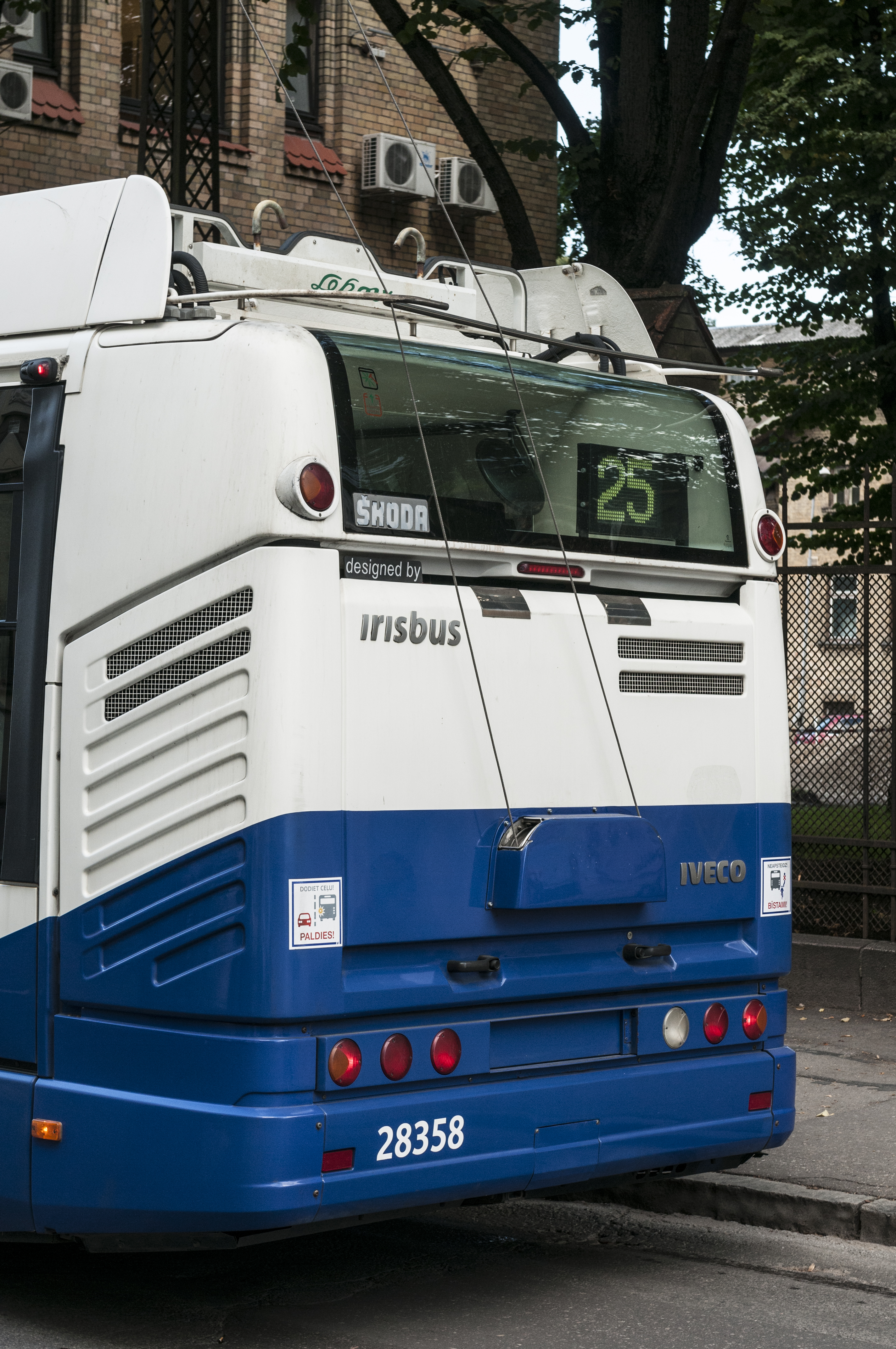
Heckansicht

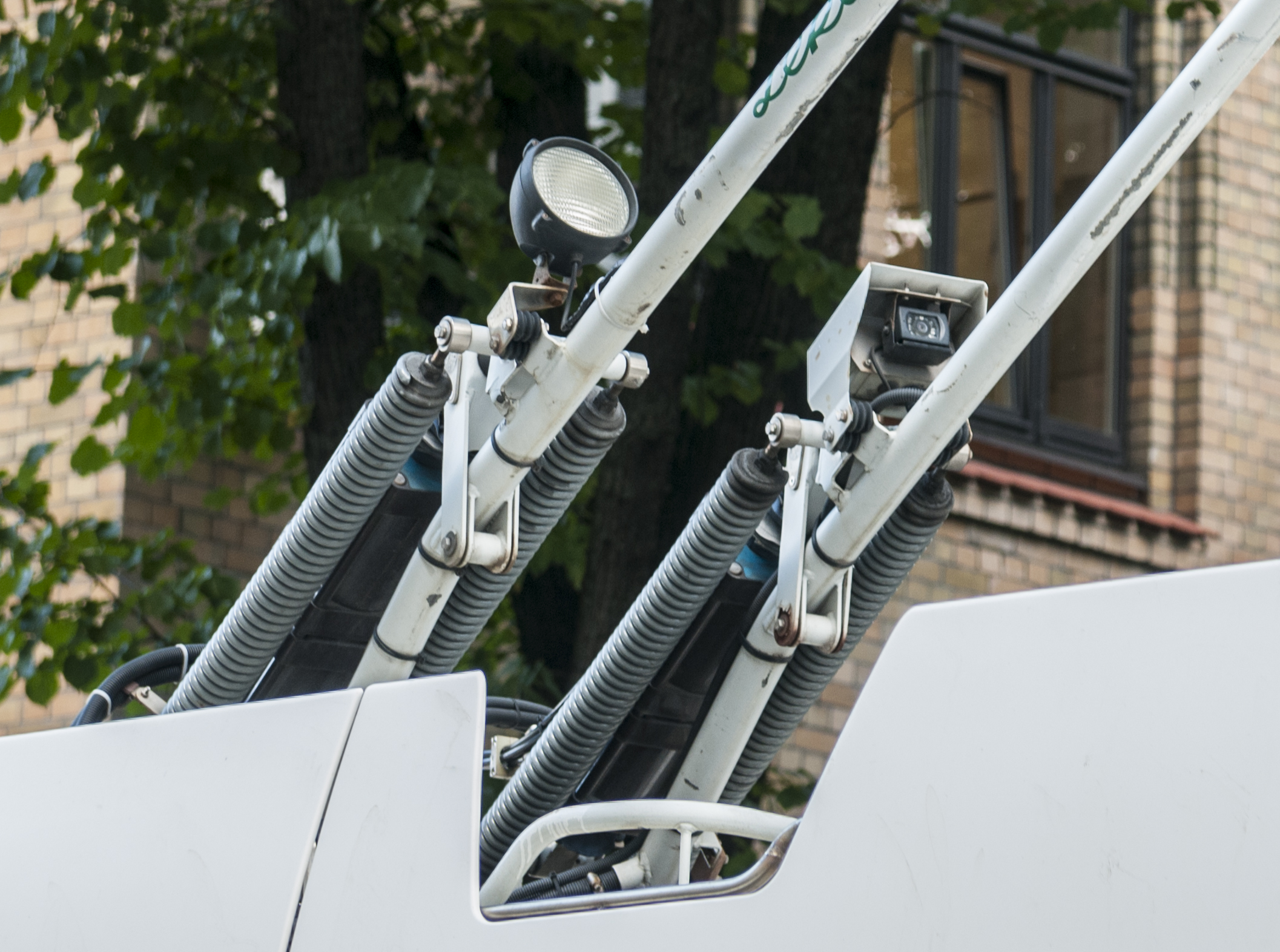
Scheinwerfer und Kamera an den Stromabnehmern

Der Škoda 24Tr ist ein Niederflur-Oberleitungsbus des tschechischen Herstellers Škoda. 24 ist die fortlaufende Baureihennummer, die Abkürzung Tr steht für Trolejbus. Vom 24Tr ist die, sonst baugleiche, Gelenkversion Škoda 25Tr abgeleitet. Seit 2004 wurden 285 Fahrzeuge hergestellt.
Als Karosserie wird ein Irisbus Citybus 12M des tschechischen Herstellers Karosa verwendet. Die Karosserie ist selbsttragend, das Fahrzeug hat zwei Achsen, wobei nur die hintere Achse angetrieben wird. Der Oberleitungsbus ist durchgehend niederflurig, lediglich einige Sitze im Frontbereich werden erhöht montiert. Als Hilfsantrieb steht je nach Unterbaureihe ein Dieselmotor oder eine Batterie zur Verfügung.

## Technische Daten
- Länge: 11.990 mm
- Breite: 2.500 mm
- Höhe: 3500 mm
- Leermasse: 11,5 T
- Max. Geschwindigkeit: 65 km/h
- Sitzplätze: 30
- Stehplätze: 69
- Motorleistung: 210 kW
- Hilfsdiesel: 80 oder 100 kW